# Lucius Calpurnius Piso Licinianus
Pour les articles homonymes, voir Calpurnius Piso.
Lucius Calpurnius Piso Frugi Licinianus (né en 38 - mort le 15 janvier 69) était fils du consul Marcus Licinius Crassus Frugi et d'une certaine Scribonia. Il eut un frère, dénommé Scribonianus ; son épouse était appelée Verania. Tous deux prirent en charge ses funérailles après sa mort violente. Tacite mentionne encore les noms de deux autres frères, Magnus et Crassus, l'un mort sous Claude, l'autre sous Néron.

## Biographie
Marié à Verania Gemina, nous savons que Lucius Calpurnius Piso Frugi Licinianus fut membre du collège des Quindecemviri sacris faciundis .
Galba l'adopta, le désignant ainsi comme son héritier officiel, le 10 janvier de l'an 69, et choisit d'annoncer cette décision tout d'abord au sein de la caserne de la garde prétorienne, avant de l'annoncer ensuite devant le Sénat. Durant la révolte d'Othon qui s'attendait à être lui-même choisi comme successeur officiel, Galba fut assassiné le 15 janvier 69. Licinianus se réfugia dans le temple de Vesta, mais sans respecter le caractère sacré du lieu, deux soldats le capturèrent et l’emmenèrent dehors pour le tuer.